# Antoni Henryk Radziwiłł
Le prince Antoni Henryk Radziwiłł, né le 13 juin 1775 à Vilna, mort le 7 avril 1833 à Berlin, est un homme d'État et junker prusso-polonais, ainsi qu'un compositeur.
Il porte les titres de XIIe duc de Nieśwież puis, à partir de 1813, de XIe duc d’Ołyka ; en 1796, il épouse une princesse de la famille régnante de Prusse, nièce de Frédéric II. Il joue un rôle politique notable dans la perspective d'une association entre la Pologne et la Prusse, notamment en tant que lieutenant-gouverneur du grand-duché de Posen de 1815 à 1831.

## Introduction

### Contexte historique
Sa vie se déroule pendant une période difficile de l'histoire de la Pologne, officiellement la république des Deux Nations, formée par l'union en 1569 du royaume de Pologne et du grand-duché de Lituanie ; celui-ci s'étend alors de Vilna à Kiev. Il s'agit d'une monarchie élective, dans laquelle la noblesse joue un rôle considérable.
La fin du XVIIIe siècle est marquée, durant le règne de Stanislas Auguste Poniatowski, par la série des trois partages de la Pologne : le premier en 1772, le second en 1793, le troisième en 1795 ; celui-ci met fin à l'existence politique du pays, désormais réparti entre la Russie (Vilna, Minsk), la Prusse (Poznań, Varsovie) et l'Autriche (Cracovie, Lublin).
À partir de 1795, Varsovie est le chef-lieu d'une province de Prusse-Méridionale, à côté de la Prusse orientale (Königsberg) et de la Prusse occidentale (Dantzig), tandis que la capitale du « royaume de Prusse », Berlin, fait partie du Brandebourg.
La situation change en 1806, à la suite de la reprise de la guerre entre la Prusse et la France et des défaites prussiennes d'Iéna et d’Auerstadt : la Pologne est occupée par l'armée de Napoléon, notamment par les soldats des Légions polonaises de Jean-Henri Dombrowski ; lors du traité de Tilsit (juillet 1807), les provinces polonaises acquises par la Prusse en 1792 et 1795 deviennent le duché de Varsovie confié par Napoléon à son allié le roi de Saxe. En 1809, y sont jointes les provinces acquises par l'Autriche en 1795.
Après la défaite de Napoléon et la retraite de Russie (1812), le duché de Varsovie est occupé par les troupes russes. Lors du congrès de Vienne en 1815, le tsar Alexandre Ier s'entend avec les Polonais russophiles (notamment Adam Czartoryski), ce qui aboutit à la création d'un nouveau royaume de Pologne (aussi appelé royaume du Congrès), dont Alexandre est le roi. Cependant, Alexandre rétrocède la région de Poznań/Posen à la Prusse, qui devient le grand-duché de Posen, attribué au roi de Prusse, mais maintenu hors de la Confédération germanique. La fonction de représentant du « grand-duc » est confiée, en l'occurrence, à Antoni Henryk Radziwiłł.
Celui-ci connaîtra encore un dernier épisode : l'insurrection du royaume de Pologne en 1830-1831, à la suite de laquelle celui-ci voit son autonomie réduite drastiquement par le tsar Nicolas Ier ; politique imitée par la Prusse en ce qui concerne Posen.

### La famille Radziwiłł
Antoni est un membre de la famille des Radziwiłł, la famille noble la plus riche et la plus influente de la république des Deux Nations, une des neuf familles titulaires du titre de prince impérial depuis au moins 1515, la seule qui ait continué à porter ce titre en Pologne après 1569 (réunion du royaume de Pologne et du grand-duché de Lituanie).
À la fin du XVIIIe siècle, il existe deux branches : la branche aînée possessionnée dans le grand-duché de Lituanie, passé sous le contrôle de la Russie ; la branche cadette, dont Antoni est le chef, possessionnée à l'ouest du royaume de Pologne, avec notamment les domaines de Nieborów et d'Antonin (près de Kalisz).

## Biographie

### Années de jeunesse
De 1792 à 1794, il est étudiant, en même temps que son frère, à l'université de Göttingen et est ensuite invité à la cour de Frédéric-Guillaume II. En 1795, après le troisième partage de la Pologne, Frédéric-Guillaume II et son épouse Louise font une visite au domaine des Radziwiłł à Nieborów ; à cette occasion, Antoni fait la connaissance de la princesse Louise-Frédérique de Prusse, nièce de Frédéric II et sœur du prince Louis-Ferdinand ; il en tombe amoureux et, après de longs pourparlers avec la famille régnante de Prusse, obtient sa main le 17 mars 1796.

### Débuts dans la politique

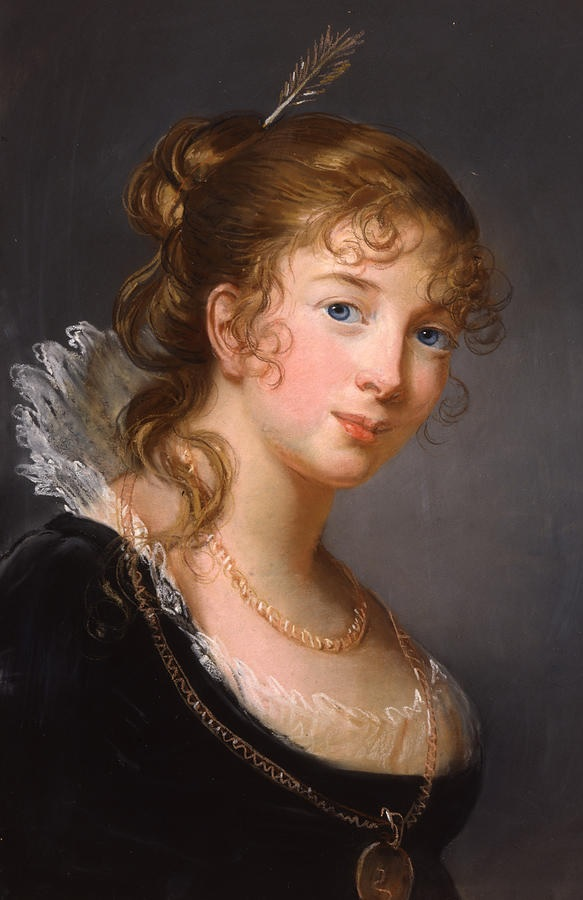
La princesse Frédérique-Louise de Prusse, pastel d’Élisabeth Vigée-Lebrun (1801).

Antoni Radziwiłł partage dès lors sa vie entre Berlin, Posen (Poznań), Varsovie, Nieborów et Saint-Pétersbourg.
Il a pour objectif politique la restauration d'un royaume de Pologne gouverné par le roi de Prusse, dans le cadre d'une union personnelle, vision largement incomprise et peu répandue chez les Polonais. Cependant, le prince Józef Antoni Poniatowski, gouverneur militaire de Varsovie, lui apporte son soutien.
En 1806, Frédéric-Guillaume III décide de faire siennes les conceptions de Radziwiłł et le charge de rédiger une constitution pour la Pologne prussienne, qui doit redevenir « royaume de Pologne », avec son propre gouvernement et sa propre armée, dont Radziwiłł serait le vice-roi et Tadeusz Kościuszko le gouverneur militaire. Mais ce projet est réduit à néant par l'arrivée des Français dans la région fin 1806, puis par celle des Russes à partir de 1813.

### L'accroissement de sa fortune foncière
Pour le prince Radziwiłł, l'enjeu, à ce moment, ne concerne pas seulement le destin de la Pologne, mais aussi le devenir de l'héritage considérable de la branche aînée des Radziwiłł : les majorats de Nieśwież, d’Olyka et de Mir. Leur propriétaire du moment, son cousin Dominik Radziwiłł, est mort en décembre 1813 au cours de la campagne d'Allemagne et sa veuve essaye de capter les terres qui devaient échoir à sa fille, la princesse Stéphanie de Sayn-Wittgenstein. Mais finalement Alexandre Ier décide en 1814 d'attribuer les deux principaux fiefs à Antoni, tandis que la terre allodiale de Mir reste propriété de la princesse de Sayn-Wittgenstein. La dernière héritière de ce domaine de plus de 18 000 km2 (une superficie supérieure par exemple à celle de la Franche-Comté), fut une fille de Stéphanie, la princesse Marie von Hohenlohe (1829-1897), épouse du chancelier Chlodwig zu Hohenlohe-Schillingsfürst. Elle fut obligée de vendre ces terres à la fin du XIXe siècle car une loi impériale russe interdit aux étrangers de posséder des terres en Russie (en revanche, les majorats des descendants d'Anton Radziwiłł restèrent leur propriété jusqu'en 1939).

#### État de sa fortune foncière dans les années 1820
En Prusse, le prince y possède une demeure, à Berlin (un palais de style rococo au no 77 de la Wilhelmstraße).
Dans le grand-duché de Posen, il possède, dans la région d’Ostrowo, le majorat de Przygodzice et le pavillon de chasse d'Antonin que Karl Friedrich Schinkel a fait bâtir entre 1822 et 1824, ainsi que la forêt de Ruhberg (sur le Kowary dans les monts des Géants), acquise en 1824.
Dans le royaume du Congrès, il conserve les terres de Nieborów et d’Arkadia avec le château familial de Nieborów (de) près de Łowicz ; le palais Radziwiłł situé au centre de Varsovie est racheté par le gouvernement du royaume en 1817 (c'est l'actuel palais présidentiel).
La plus grande partie de ses terres, les deux grands majorats, se trouvent en Russie. Cependant, le château de Nieśwież, de près de 350 pièces, abandonné, est insalubre (il ne devait retrouver sa splendeur passée qu'avec les travaux menés par la suite par un de ses neveux, Friedrich Wilhelm Anton, né en 1833).
D'autres possessions (en mauvais état) se trouvaient en Galicie, région sous contrôle autrichien.

### Gouverneur de Posen
Antoni Radziwiłł participe au congrès de Vienne en qualité de conseiller du tsar, mais ensuite, il rentre à Berlin, fermement décidé à rester désormais quoi qu'il arrive sujet prussien, alors qu'il avait envisagé deux années plus tôt de s'installer en Russie. Dès 1815, il est nommé lieutenant-général et gouverneur du grand-duché de Posen ; par la suite il devient même membre du Conseil d'État de Prusse. Il est décoré chevalier de l’ordre de l'Aigle noir.
Le 20 juillet 1815, il arrive à Posen/Poznań et choisit pour résidence administrative l’ancien collège jésuite (pl), un imposant édifice baroque. Le 3 août, il reçoit les 700 députés de la noblesse, du clergé, des fonctionnaires et des paysans. Il considère que son devoir est de réconcilier la Pologne avec la Prusse et de l'attacher à la dynastie régnante, alors que les Polonais ne rêvent que d’indépendance.
En tant que gouverneur, il exerce des fonctions de représentation et de conseil : il préside les deux chambres régionales de Bromberg et de Posen, et peut opposer son veto contre tous les arrêts concernant la nationalité des sujets polonais, le roi de Prusse pouvant seul juger en dernier ressort. Il établit des relations cordiales avec le premier président de la province, Joseph von Zerboni di Sposetti, mais se fait un ennemi déclaré du général von Röder, commandant les forces militaires prussiennes stationnées dans le grand-duché. Radziwiłł agit beaucoup en faveur des Polonais : il leur réserve les postes dans l'administration et le clergé, appuie les pétitions au roi de la chambre régionale de Posen et aide financièrement les élites polonaises. Tous louent sa culture, sa courtoisie et ses talents de diplomate. Sa femme, la princesse Louise, est elle-même très populaire par ses actions de bienfaisance. Ses liens privilégiés avec la cour de Berlin et le chancelier von Hardenberg, avec lequel elle correspond régulièrement pendant ces années, empêchent l'adoption de mesures anti-polonaises proposées par les fonctionnaires prussiens.
La fortune politique d’Antoni Radziwiłł connaît un premier revers lorsque les négociations de mariage entre sa fille Elisa Radziwiłł et le prince Guillaume, menées de 1822 à 1826 échouent. Mais sa carrière se trouve définitivement ruinée par l’insurrection du royaume de Pologne en 1830-1831, d'autant que son frère Michel y joue un rôle important au sein de l'armée des insurgés. En février 1831, Frédéric-Guillaume III supprime la charge de gouverneur du grand-duché de Posen. Il partage ses dernières années entre son domaine de Ruhberg à Teplitz en Bohême et Berlin.
Le 27 janvier 1833, Antoni Radziwiłł est démis de toutes ses charges au sein de l'administration prussienne. Il meurt à Berlin quelques semaines plus tard et est inhumé dans la cathédrale de Poznań. Son épouse meurt à son tour trois ans plus tard. Les majorats sont partagés entre ses fils, ne laissant subsister que deux lignées ducales : les ducs de Nieśwież (aujourd'hui Niasvij en Biélorussie) et d’Ołyka en Volhynie dans l'actuelle Ukraine. Il faudra attendre 1960 (soit la sixième génération de la descendance d'Anton) pour que les deux titres soient de jure réunifiés en la personne du prince Ferdinand Radziwiłł (né en 1935 à Ołyka, mort en 1992 à Varsovie où il était médecin), qui toutefois ne possédait plus aucun des fiefs de la famille.

## Le compositeur
Antoni Radziwiłł était un chanteur de talent et un violoncelliste virtuose qui signa quelques compositions remarquées des connaisseurs. Sa partition la plus remarquable est celle qu'il composa pour le Faust de Goethe (1811–1830), à qui Carl Friedrich Zelter l'avait présenté. Goethe fit part au prince polonais de ses idées et de ses aspirations. Une représentation des premières scènes du Faust se déroula à l'occasion du 50e anniversaire de son épouse Louise le 24 mai 1820 au palais familial à Berlin ; une nouvelle représentation eut lieu quinze jours plus tard au château de Monbijou. Toutefois l'œuvre ne devait être terminée que trois ans avant la mort de Radziwiłł ; jusqu'en 1860, l'Académie de Chant de Berlin, dont le prince était membre et où il se produisait régulièrement, en donna chaque année une interprétation.
Le 25 octobre 2005, l’Académie de chant donna une nouvelle représentation de l'œuvre, les archives de la Chorale, que l'on croyait perdues depuis des décennies, ayant été retrouvées en Ukraine et restituées à Berlin. Radziwiłł composa quelques airs pour piano et plusieurs chants sur des paroles en français, polonais et allemand.
Antoni Radziwiłł a été en relation avec Frédéric Chopin, qui a séjourné à deux reprises, à son invitation, dans le domaine d'Antonin (en 1827 et en 1829).

## Descendance
Louise de Prusse lui donne sept enfants, dont quatre atteignent l'âge adulte :
- Fryderyk Wilhelm (1797-1870), général d'infanterie prussien, numismate, marié en 1825 avec la princesse Helena Radziwiłłowa (1805-1827), marié en 1832 avec la comtesse Mathilde Clary (1806-1896)
- Ferdynand Fryderyk (1798-1827)
- Élisa (1803-1834), restée célibataire après que son projet de mariage avec le futur empereur allemand Guillaume Ier (1797-1888) n'ait pas abouti.
- Bogusław Fryderyk (1809-1873), lieutenant-général et homme politique prussien, marié avec la princesse Leontyna Ludwika Clary (1811-1890)